# Robert Evander McNair
Robert Evander McNair, född 14 december 1923 i Williamsburg County i South Carolina, död 17 november 2007 i Columbia i South Carolina, var en amerikansk demokratisk politiker. Han var South Carolinas viceguvernör 1963–1965 och guvernör 1965–1971.
McNair avlade 1948 juristexamen vid University of South Carolina och inledde sedan sin karriär som advokat i South Carolina. År 1950 blev han invald i South Carolinas representanthus. År 1962 ställde han sedan upp som viceguvernörskandidat. Efter segern i demokraternas primärval var utgången av valet av viceguvernör klar, eftersom inget annat parti utmanade honom.
McNair efterträdde 1965 Donald S. Russell som South Carolinas guvernör och efterträddes 1971 av John C. West.
McNair avled 2007 av en hjärntumör.